# Kanton Marmande-Ouest
Kanton Marmande-Ouest (francouzsky Canton de Marmande-Ouest) je francouzský kanton v departementu Lot-et-Garonne v regionu Akvitánie. Tvoří ho pět obcí.

## Obce kantonu
- Beaupuy
- Marmande (západní část)
- Mauvezin-sur-Gupie
- Sainte-Bazeille
- Saint-Martin-Petit